# Fundación para el Fomento de la Economía Social
La Fundación para el Fomento de la Economía Social (FFES) es una organización sin ánimo de lucro asturiana cuyo fin es facilitar la creación de empresas de economía social mediante la promoción, divulgación, investigación y asesoramiento a las empresas sobre marcos legales, financiación, etc. Fue creada en 1989.
Entre sus miembros se cuentan una administración pública, dos sindicatos y dos asociaciones de empresas de la economía social:
- Principado de Asturias
- Unión General de Trabajadores
- Comisiones Obreras
- Unión de Cooperativas Agrarias Asturianas
- Agrupación de Sociedades Asturianas de Trabajo Asociado